# VALTECグループ
VALTECグループは株式会社バルテック (VALTEC CO., LTD.) を中心とした企業グループである。
2020年までオフィスコンビニ（ビジネスコンビニ）「オフィス24」の運営をしていた。2020年代以降は、PBX(クラウド電話システム)やタッチパネル式券売機など、オフィス・店舗向けのICTサービスが主となっている。

## 沿革
グループの中心会社である株式会社バルテックは、1993年に株式会社スクラムとして設立された後、2004年の株式会社オフィス24へ変更を経て、2020年から現社名となったものである。
1999年に福岡市内にオフィスコンビニ「オフィス24」の1号店、翌2000年に大阪市に2号店を開店し、以降、全国に店舗網を拡げていく。2005年にはMail Boxes Etc.の日本法人を傘下に入れ、2010年代には同業界でキンコーズに次ぐシェアを獲得した。オフィスコンビニ事業は2020年の株式会社アットピースリーへの株式譲渡まで継続した。
2010年代以降は、2010年のオフィス用IP電話システムを皮切りに、オフィス・店舗向けのICTサービスがグループの事業の中心になっていき、飲食店向けのタッチパネル式券売機や施設管理者向けの予約管理・施錠システムなどを提供している。

## 事業の内容

### ネットワーク関連事業
- クラウドPBX・クラウド電話「MOT/TEL(モッテル)」[10]。の開発および販売
- IP機器類の開発および販売
- セキュリティ製品の販売事業

### IT関連事業
- 監視システムの開発
- 情報通信システム・サービスの開発
- クレジットカード決済処理代行
- ホスティングサービス
- POSレジシステムの開発・レンタル

### サービス・サポート事業
- パソコン・各種機器・システム類の保守サービス
- BPOサービス
- オフィス内装デザインおよび施行

### レンタル・金融・不動産関連事業
- パソコンレンタル
- 総合リース
- 店舗サブリース
- 不動産開発・売買

## グループの事業

### 国内
- 株式会社オフィス24
- 株式会社バルテックフィールドサービス
- 株式会社バルテックITソリューションズ
- 株式会社バルテックコミュニケーションズ
- 株式会社バルテックネットワークス
- エリアビイジャパン株式会社
- 株式会社バルテックサイン

### 国外
- VALTEC Technology Co., Ltd.（台湾現地法人）
- VALTEC VIETNAM Co.,Ltd.（ベトナム現地法人）